# جين بيرس
جين بيرس (بالإنجليزية: Jane Pierce) ولدت في ( 12 مارس 1806م - وتوفيت في 2 ديسمبر 1863م )، زوجة رئيس الولايات المتحدة الرابع عشر فرانكلين بيرس، والسيدة أولى للولايات المتحدة الأمريكية من 4 مارس 1853 حتى 4 مارس 1857.